# 12898 Міняр
12898 Міня́р (12898 Mignard) — астероїд головного поясу, відкритий 14 вересня 1998 року.
Тіссеранів параметр щодо Юпітера — 3,175.